# ويليام إيرفاين (سياسي)
ويليام إيرفاين هو محامي وسياسي أمريكي، ولد في 14 فبراير 1820 في نيويورك في الولايات المتحدة، وتوفي في 12 نوفمبر 1882 في سان فرانسيسكو في الولايات المتحدة. نشط حزبياً في الحزب الجمهوري. وقد انتخب عضو مجلس النواب الأمريكي ‏.